# Liste des planètes mineures non numérotées découvertes en décembre 2013
Pour un article plus général, voir Liste des planètes mineures non numérotées découvertes en 2013.
Pour un article plus général, voir Liste des planètes mineures.
Cet article dresse la liste des planètes mineures (astéroïdes, centaures, objets transneptuniens et assimilés) non numérotées découvertes en décembre 2013 dans l'ordre de leur découverte.
Au 15 janvier 2025, 661 077 des 1 434 993 planètes mineures répertoriées par le Centre des planètes mineures ne sont pas encore numérotées, soit 46,07 %.

## Rappel concernant la désignation provisoire
La désignation provisoire indique l'ordre de découverte de ces objets. En effet, cette désignation est composée de l'année de découverte (par exemple 2013) suivie de la quinzaine (demi-mois) de découverte (p.e. A = 1-15 janvier) puis de l'ordre de découverte dans cette quinzaine. Cet ordre est indiqué par une lettre et éventuellement un chiffre comme suit : A pour la première découverte, B pour la deuxième, ..., Z pour la 25e (le I n'est pas utilisé pour éviter la confusion avec 1), A1 pour la 26e, B1 pour la 27e, etc. , Z1 pour la 50e, A2 pour la 51e, B2 pour la 52e, etc. L'ordre de la numérotation ne suit donc pas l'ordre alphanumérique. 2013 AA1 suit ainsi 2013 AZ et précède 2013 AB1.

## Liste

### Du1erau 15 décembre 2013
- 2013 XG
- 2013 XN
- 2013 XS
- 2013 XB1
- 2013 XF1
- 2013 XV1
- 2013 XR2
- 2013 XX2
- 2013 XY2
- 2013 XH3
- 2013 XS3
- 2013 XU3
- 2013 XW3
- 2013 XA4
- 2013 XB4
- 2013 XD4
- 2013 XF4
- 2013 XG4
- 2013 XH4
- 2013 XJ4
- 2013 XK4
- 2013 XN4
- 2013 XY4
- 2013 XH5
- 2013 XK5
- 2013 XQ5
- 2013 XR5
- 2013 XT5
- 2013 XV5
- 2013 XX5
- 2013 XF6
- 2013 XJ6
- 2013 XN6
- 2013 XU6
- 2013 XV6
- 2013 XW6
- 2013 XS7
- 2013 XF8
- 2013 XS8
- 2013 XV8
- 2013 XW8
- 2013 XX8
- 2013 XY8
- 2013 XS9
- 2013 XY9
- 2013 XZ9
- 2013 XB10
- 2013 XC10
- 2013 XD10
- 2013 XG10
- 2013 XH10
- 2013 XJ10
- 2013 XO10
- 2013 XA11
- 2013 XG11
- 2013 XZ11
- 2013 XG12
- 2013 XM12
- 2013 XO12
- 2013 XP12
- 2013 XR12
- 2013 XX12
- 2013 XF13
- 2013 XG13
- 2013 XH13
- 2013 XR13
- 2013 XT13
- 2013 XU13
- 2013 XX13
- 2013 XY13
- 2013 XC14
- 2013 XE14
- 2013 XF14
- 2013 XG14
- 2013 XP14
- 2013 XU14
- 2013 XY14
- 2013 XA15
- 2013 XB15
- 2013 XG15
- 2013 XJ15
- 2013 XL15
- 2013 XM15
- 2013 XQ15
- 2013 XR15
- 2013 XU15
- 2013 XA16
- 2013 XB16
- 2013 XK16
- 2013 XN16
- 2013 XT16
- 2013 XV16
- 2013 XD17
- 2013 XE17
- 2013 XG17
- 2013 XH17
- 2013 XZ17
- 2013 XK18
- 2013 XL18
- 2013 XO18
- 2013 XV18
- 2013 XW18
- 2013 XY18
- 2013 XZ18
- 2013 XA19
- 2013 XC19
- 2013 XV19
- 2013 XA20
- 2013 XJ20
- 2013 XY20
- 2013 XZ20
- 2013 XA21
- 2013 XC21
- 2013 XG21
- 2013 XK21
- 2013 XL21
- 2013 XM21
- 2013 XO21
- 2013 XP21
- 2013 XS21
- 2013 XT21
- 2013 XU21
- 2013 XW21
- 2013 XY21
- 2013 XZ21
- 2013 XA22
- 2013 XE22
- 2013 XF22
- 2013 XG22
- 2013 XH22
- 2013 XJ22
- 2013 XN22
- 2013 XP22
- 2013 XT22
- 2013 XU22
- 2013 XW22
- 2013 XZ22
- 2013 XS23
- 2013 XT23
- 2013 XU23
- 2013 XE24
- 2013 XN24
- 2013 XW24
- 2013 XY24
- 2013 XX25
- 2013 XE26
- 2013 XF26
- 2013 XJ26
- 2013 XL26
- 2013 XM26
- 2013 XY26
- 2013 XH27
- 2013 XV27
- 2013 XB28
- 2013 XH28
- 2013 XN28
- 2013 XO28
- 2013 XS28
- 2013 XT28
- 2013 XW28
- 2013 XX28
- 2013 XY28
- 2013 XE29
- 2013 XK29
- 2013 XL29
- 2013 XM29
- 2013 XP29
- 2013 XR29
- 2013 XU29
- 2013 XV29
- 2013 XX29
- 2013 XZ29
- 2013 XD30
- 2013 XF30
- 2013 XG30
- 2013 XH30
- 2013 XJ30
- 2013 XL30
- 2013 XM30
- 2013 XN30
- 2013 XO30
- 2013 XQ30
- 2013 XR30
- 2013 XS30
- 2013 XT30
- 2013 XU30
- 2013 XV30
- 2013 XX30
- 2013 XY30
- 2013 XA31
- 2013 XD31
- 2013 XE31
- 2013 XF31
- 2013 XG31
- 2013 XH31
- 2013 XJ31
- 2013 XK31
- 2013 XL31
- 2013 XM31
- 2013 XO31
- 2013 XP31
- 2013 XQ31
- 2013 XS31
- 2013 XT31
- 2013 XU31
- 2013 XW31
- 2013 XX31
- 2013 XY31
- 2013 XZ31
- 2013 XA32
- 2013 XB32
- 2013 XC32
- 2013 XN32
- 2013 XP32
- 2013 XR32
- 2013 XV32
- 2013 XW32
- 2013 XA33
- 2013 XC33
- 2013 XH33
- 2013 XJ33
- 2013 XK33
- 2013 XL33
- 2013 XM33
- 2013 XO33
- 2013 XQ33
- 2013 XR33
- 2013 XS33
- 2013 XU33
- 2013 XX33
- 2013 XZ33
- 2013 XC34
- 2013 XD34
- 2013 XG34
- 2013 XJ34
- 2013 XM34
- 2013 XO34
- 2013 XP34
- 2013 XU34
- 2013 XX34
- 2013 XZ34
- 2013 XH35
- 2013 XM35
- 2013 XQ35
- 2013 XR35
- 2013 XW35
- 2013 XX35
- 2013 XZ35
- 2013 XA36
- 2013 XB36
- 2013 XC36
- 2013 XD36
- 2013 XL36
- 2013 XM36
- 2013 XS36
- 2013 XT36
- 2013 XU36
- 2013 XV36
- 2013 XW36
- 2013 XX36
- 2013 XY36
- 2013 XZ36
- 2013 XC37
- 2013 XD37
- 2013 XE37
- 2013 XF37
- 2013 XJ37
- 2013 XL37
- 2013 XN37
- 2013 XR37
- 2013 XS37
- 2013 XV37
- 2013 XW37
- 2013 XY37
- 2013 XZ37
- 2013 XC38
- 2013 XD38
- 2013 XE38
- 2013 XF38
- 2013 XJ38
- 2013 XK38
- 2013 XL38
- 2013 XO38
- 2013 XR38
- 2013 XS38
- 2013 XY38
- 2013 XZ38
- 2013 XA39
- 2013 XB39
- 2013 XD39
- 2013 XE39
- 2013 XM39
- 2013 XN39
- 2013 XO39
- 2013 XP39
- 2013 XQ39
- 2013 XR39
- 2013 XS39
- 2013 XT39
- 2013 XU39
- 2013 XV39
- 2013 XJ40
- 2013 XL40
- 2013 XM40
- 2013 XQ40
- 2013 XT40
- 2013 XU40
- 2013 XV40
- 2013 XX40
- 2013 XY40
- 2013 XZ40
- 2013 XC41
- 2013 XD41
- 2013 XF41
- 2013 XG41
- 2013 XH41
- 2013 XJ41
- 2013 XK41
- 2013 XN41
- 2013 XO41
- 2013 XP41
- 2013 XR41
- 2013 XT41
- 2013 XV41
- 2013 XW41
- 2013 XX41
- 2013 XZ41
- 2013 XA42
- 2013 XB42
- 2013 XC42
- 2013 XD42
- 2013 XF42
- 2013 XG42
- 2013 XH42
- 2013 XJ42
- 2013 XK42
- 2013 XL42
- 2013 XR42
- 2013 XS42
- 2013 XT42
- 2013 XV42
- 2013 XX42
- 2013 XY42
- 2013 XZ42
- 2013 XB43
- 2013 XC43
- 2013 XD43
- 2013 XE43
- 2013 XF43
- 2013 XG43
- 2013 XH43
- 2013 XJ43
- 2013 XL43
- 2013 XM43
- 2013 XN43
- 2013 XO43
- 2013 XP43
- 2013 XQ43
- 2013 XR43
- 2013 XS43
- 2013 XT43
- 2013 XU43
- 2013 XV43
- 2013 XX43
- 2013 XY43
- 2013 XZ43
- 2013 XA44
- 2013 XB44
- 2013 XC44
- 2013 XD44
- 2013 XE44
- 2013 XG44
- 2013 XH44
- 2013 XJ44
- 2013 XK44
- 2013 XL44
- 2013 XM44
- 2013 XN44
- 2013 XO44
- 2013 XP44
- 2013 XQ44
- 2013 XR44
- 2013 XS44
- 2013 XU44
- 2013 XV44
- 2013 XW44
- 2013 XY44
- 2013 XZ44
- 2013 XA45
- 2013 XB45
- 2013 XC45
- 2013 XD45

### Du 16 au 31 décembre 2013
- 2013 YB
- 2013 YC
- 2013 YD
- 2013 YE
- 2013 YF
- 2013 YG
- 2013 YN
- 2013 YO
- 2013 YP
- 2013 YS
- 2013 YZ
- 2013 YC1
- 2013 YE1
- 2013 YH1
- 2013 YJ1
- 2013 YN1
- 2013 YQ1
- 2013 YS1
- 2013 YF2
- 2013 YH2
- 2013 YL2
- 2013 YM2
- 2013 YN2
- 2013 YO2
- 2013 YP2
- 2013 YQ2
- 2013 YR2
- 2013 YS2
- 2013 YT2
- 2013 YU2
- 2013 YW2
- 2013 YX2
- 2013 YY2
- 2013 YZ2
- 2013 YA3
- 2013 YC3
- 2013 YE3
- 2013 YB4
- 2013 YC4
- 2013 YD4
- 2013 YK4
- 2013 YO4
- 2013 YZ4
- 2013 YS5
- 2013 YC6
- 2013 YF6
- 2013 YM6
- 2013 YO6
- 2013 YU6
- 2013 YB7
- 2013 YS7
- 2013 YU7
- 2013 YY7
- 2013 YZ7
- 2013 YB8
- 2013 YG8
- 2013 YR8
- 2013 YX8
- 2013 YY8
- 2013 YK9
- 2013 YY9
- 2013 YG10
- 2013 YR11
- 2013 YE12
- 2013 YH12
- 2013 YF13
- 2013 YL13
- 2013 YP13
- 2013 YW13
- 2013 YY13
- 2013 YA14
- 2013 YB14
- 2013 YC14
- 2013 YD14
- 2013 YM14
- 2013 YR14
- 2013 YD15
- 2013 YT15
- 2013 YG16
- 2013 YH16
- 2013 YR16
- 2013 YT16
- 2013 YB17
- 2013 YD17
- 2013 YE17
- 2013 YM17
- 2013 YP17
- 2013 YW17
- 2013 YO18
- 2013 YQ19
- 2013 YS19
- 2013 YH20
- 2013 YQ20
- 2013 YW20
- 2013 YE21
- 2013 YF21
- 2013 YG21
- 2013 YL21
- 2013 YM21
- 2013 YP21
- 2013 YW21
- 2013 YQ22
- 2013 YA23
- 2013 YZ23
- 2013 YG25
- 2013 YW25
- 2013 YX25
- 2013 YM26
- 2013 YV26
- 2013 YB27
- 2013 YX27
- 2013 YG28
- 2013 YP28
- 2013 YQ28
- 2013 YT28
- 2013 YA29
- 2013 YE29
- 2013 YO29
- 2013 YU29
- 2013 YW29
- 2013 YT30
- 2013 YA31
- 2013 YG31
- 2013 YT31
- 2013 YW31
- 2013 YY31
- 2013 YC33
- 2013 YH33
- 2013 YM33
- 2013 YQ33
- 2013 YR33
- 2013 YV33
- 2013 YW33
- 2013 YZ33
- 2013 YC34
- 2013 YL34
- 2013 YW34
- 2013 YE35
- 2013 YF35
- 2013 YM35
- 2013 YO35
- 2013 YX35
- 2013 YF36
- 2013 YP36
- 2013 YQ36
- 2013 YT36
- 2013 YU36
- 2013 YW36
- 2013 YF37
- 2013 YO37
- 2013 YW37
- 2013 YX37
- 2013 YZ37
- 2013 YA38
- 2013 YC38
- 2013 YD38
- 2013 YM38
- 2013 YC39
- 2013 YT40
- 2013 YD42
- 2013 YE42
- 2013 YB43
- 2013 YR43
- 2013 YS43
- 2013 YK44
- 2013 YR44
- 2013 YY44
- 2013 YK45
- 2013 YV45
- 2013 YW45
- 2013 YX45
- 2013 YZ45
- 2013 YE46
- 2013 YJ46
- 2013 YK46
- 2013 YL46
- 2013 YM46
- 2013 YT46
- 2013 YX46
- 2013 YO47
- 2013 YV47
- 2013 YB48
- 2013 YC48
- 2013 YD48
- 2013 YE48
- 2013 YF48
- 2013 YG48
- 2013 YH48
- 2013 YJ48
- 2013 YK48
- 2013 YL48
- 2013 YM48
- 2013 YR48
- 2013 YU48
- 2013 YO49
- 2013 YU49
- 2013 YA50
- 2013 YM51
- 2013 YW51
- 2013 YK52
- 2013 YP52
- 2013 YQ52
- 2013 YV52
- 2013 YZ52
- 2013 YB53
- 2013 YL53
- 2013 YV53
- 2013 YB54
- 2013 YH54
- 2013 YJ54
- 2013 YH55
- 2013 YN55
- 2013 YY55
- 2013 YN56
- 2013 YT56
- 2013 YW56
- 2013 YX56
- 2013 YH57
- 2013 YV57
- 2013 YY57
- 2013 YZ57
- 2013 YD58
- 2013 YQ58
- 2013 YM59
- 2013 YO59
- 2013 YR59
- 2013 YW59
- 2013 YX59
- 2013 YA60
- 2013 YJ60
- 2013 YL60
- 2013 YR60
- 2013 YS60
- 2013 YZ60
- 2013 YC61
- 2013 YJ61
- 2013 YL61
- 2013 YO61
- 2013 YR61
- 2013 YS61
- 2013 YD62
- 2013 YJ62
- 2013 YO62
- 2013 YW62
- 2013 YE63
- 2013 YG63
- 2013 YH63
- 2013 YR63
- 2013 YW63
- 2013 YS64
- 2013 YX64
- 2013 YZ64
- 2013 YA65
- 2013 YP65
- 2013 YB66
- 2013 YK66
- 2013 YM66
- 2013 YP66
- 2013 YX66
- 2013 YB67
- 2013 YN67
- 2013 YO67
- 2013 YP67
- 2013 YT67
- 2013 YU67
- 2013 YZ67
- 2013 YA68
- 2013 YD68
- 2013 YS68
- 2013 YC69
- 2013 YP69
- 2013 YW69
- 2013 YB70
- 2013 YC70
- 2013 YF70
- 2013 YJ70
- 2013 YK70
- 2013 YL70
- 2013 YM70
- 2013 YA71
- 2013 YB72
- 2013 YU72
- 2013 YP73
- 2013 YX73
- 2013 YA74
- 2013 YD74
- 2013 YL74
- 2013 YM74
- 2013 YR74
- 2013 YU74
- 2013 YC75
- 2013 YG75
- 2013 YJ75
- 2013 YP75
- 2013 YQ75
- 2013 YZ75
- 2013 YO76
- 2013 YZ76
- 2013 YA77
- 2013 YD77
- 2013 YL77
- 2013 YX77
- 2013 YP78
- 2013 YY78
- 2013 YZ78
- 2013 YB79
- 2013 YC79
- 2013 YF79
- 2013 YN79
- 2013 YV79
- 2013 YB80
- 2013 YY80
- 2013 YQ81
- 2013 YS81
- 2013 YV81
- 2013 YW81
- 2013 YX81
- 2013 YE82
- 2013 YF82
- 2013 YJ82
- 2013 YP82
- 2013 YD83
- 2013 YK83
- 2013 YL83
- 2013 YM83
- 2013 YW83
- 2013 YH84
- 2013 YN84
- 2013 YR84
- 2013 YJ85
- 2013 YT85
- 2013 YV85
- 2013 YE87
- 2013 YU87
- 2013 YY87
- 2013 YB88
- 2013 YG88
- 2013 YY88
- 2013 YO89
- 2013 YP89
- 2013 YB91
- 2013 YN91
- 2013 YR91
- 2013 YS91
- 2013 YX91
- 2013 YB92
- 2013 YC92
- 2013 YE92
- 2013 YJ92
- 2013 YP92
- 2013 YU92
- 2013 YB93
- 2013 YG93
- 2013 YH93
- 2013 YM93
- 2013 YN93
- 2013 YQ93
- 2013 YZ93
- 2013 YA94
- 2013 YC94
- 2013 YD94
- 2013 YO94
- 2013 YX94
- 2013 YD95
- 2013 YQ95
- 2013 YT95
- 2013 YY95
- 2013 YA96
- 2013 YG96
- 2013 YO96
- 2013 YT96
- 2013 YW96
- 2013 YZ96
- 2013 YA97
- 2013 YB97
- 2013 YC97
- 2013 YF97
- 2013 YG97
- 2013 YQ97
- 2013 YS97
- 2013 YY97
- 2013 YZ97
- 2013 YB98
- 2013 YE98
- 2013 YH98
- 2013 YM98
- 2013 YO98
- 2013 YP98
- 2013 YQ98
- 2013 YE99
- 2013 YH99
- 2013 YL99
- 2013 YQ99
- 2013 YS99
- 2013 YV99
- 2013 YY99
- 2013 YC100
- 2013 YF100
- 2013 YH100
- 2013 YP100
- 2013 YC101
- 2013 YF101
- 2013 YO101
- 2013 YS101
- 2013 YF102
- 2013 YL102
- 2013 YQ102
- 2013 YR102
- 2013 YT102
- 2013 YU102
- 2013 YV102
- 2013 YW102
- 2013 YX102
- 2013 YY102
- 2013 YR103
- 2013 YY103
- 2013 YJ104
- 2013 YO104
- 2013 YY104
- 2013 YE105
- 2013 YH105
- 2013 YS105
- 2013 YV105
- 2013 YA106
- 2013 YE107
- 2013 YN107
- 2013 YS107
- 2013 YV107
- 2013 YW107
- 2013 YX107
- 2013 YZ107
- 2013 YA108
- 2013 YD108
- 2013 YE108
- 2013 YF108
- 2013 YG108
- 2013 YV108
- 2013 YB109
- 2013 YD109
- 2013 YG109
- 2013 YJ109
- 2013 YN109
- 2013 YO109
- 2013 YT109
- 2013 YA110
- 2013 YB110
- 2013 YD110
- 2013 YE110
- 2013 YJ110
- 2013 YK110
- 2013 YO110
- 2013 YW110
- 2013 YL111
- 2013 YB112
- 2013 YD112
- 2013 YJ112
- 2013 YK112
- 2013 YS112
- 2013 YX112
- 2013 YA113
- 2013 YB113
- 2013 YE113
- 2013 YN113
- 2013 YW113
- 2013 YX114
- 2013 YF115
- 2013 YH115
- 2013 YU115
- 2013 YJ116
- 2013 YM116
- 2013 YD117
- 2013 YH117
- 2013 YJ117
- 2013 YP117
- 2013 YS117
- 2013 YV117
- 2013 YZ117
- 2013 YA118
- 2013 YN118
- 2013 YQ118
- 2013 YW118
- 2013 YY118
- 2013 YH119
- 2013 YM119
- 2013 YP119
- 2013 YW119
- 2013 YZ119
- 2013 YA120
- 2013 YE120
- 2013 YG120
- 2013 YJ120
- 2013 YL120
- 2013 YN120
- 2013 YO120
- 2013 YP120
- 2013 YA121
- 2013 YD121
- 2013 YO121
- 2013 YU121
- 2013 YC122
- 2013 YE122
- 2013 YF122
- 2013 YH122
- 2013 YN122
- 2013 YO122
- 2013 YQ122
- 2013 YX122
- 2013 YO123
- 2013 YT123
- 2013 YW123
- 2013 YA124
- 2013 YC126
- 2013 YL126
- 2013 YN126
- 2013 YO126
- 2013 YQ126
- 2013 YU126
- 2013 YX126
- 2013 YZ126
- 2013 YA127
- 2013 YB127
- 2013 YC127
- 2013 YE127
- 2013 YF127
- 2013 YG127
- 2013 YM127
- 2013 YP127
- 2013 YR127
- 2013 YU127
- 2013 YX127
- 2013 YD128
- 2013 YE128
- 2013 YW128
- 2013 YZ129
- 2013 YA130
- 2013 YB130
- 2013 YH130
- 2013 YA131
- 2013 YH131
- 2013 YO131
- 2013 YQ131
- 2013 YS131
- 2013 YW131
- 2013 YB132
- 2013 YP132
- 2013 YS132
- 2013 YV132
- 2013 YX132
- 2013 YZ132
- 2013 YB133
- 2013 YJ133
- 2013 YK133
- 2013 YM133
- 2013 YN133
- 2013 YU133
- 2013 YY133
- 2013 YC134
- 2013 YD134
- 2013 YF134
- 2013 YG134
- 2013 YP134
- 2013 YU134
- 2013 YW134
- 2013 YM135
- 2013 YV135
- 2013 YX135
- 2013 YY135
- 2013 YG136
- 2013 YJ136
- 2013 YM136
- 2013 YU136
- 2013 YW136
- 2013 YX136
- 2013 YZ136
- 2013 YB137
- 2013 YD137
- 2013 YF137
- 2013 YR137
- 2013 YB138
- 2013 YG138
- 2013 YK138
- 2013 YO138
- 2013 YP138
- 2013 YJ139
- 2013 YK139
- 2013 YL139
- 2013 YN139
- 2013 YO139
- 2013 YP139
- 2013 YE140
- 2013 YF140
- 2013 YP140
- 2013 YS140
- 2013 YC141
- 2013 YF142
- 2013 YJ142
- 2013 YP142
- 2013 YR142
- 2013 YS142
- 2013 YL143
- 2013 YR143
- 2013 YD144
- 2013 YF144
- 2013 YH144
- 2013 YJ144
- 2013 YK144
- 2013 YR144
- 2013 YS144
- 2013 YU144
- 2013 YZ144
- 2013 YD145
- 2013 YF145
- 2013 YG145
- 2013 YN145
- 2013 YO145
- 2013 YP145
- 2013 YR145
- 2013 YS145
- 2013 YT145
- 2013 YU145
- 2013 YV145
- 2013 YW145
- 2013 YA146
- 2013 YD146
- 2013 YG146
- 2013 YM146
- 2013 YA147
- 2013 YM147
- 2013 YQ147
- 2013 YR147
- 2013 YU147
- 2013 YZ147
- 2013 YK148
- 2013 YN148
- 2013 YP148
- 2013 YA150
- 2013 YX150
- 2013 YK151
- 2013 YL151
- 2013 YM151
- 2013 YN151
- 2013 YQ151
- 2013 YR151
- 2013 YT151
- 2013 YO152
- 2013 YP154
- 2013 YZ154
- 2013 YA155
- 2013 YB155
- 2013 YD155
- 2013 YO155
- 2013 YT155
- 2013 YV155
- 2013 YW155
- 2013 YY155
- 2013 YA156
- 2013 YB156
- 2013 YD156
- 2013 YE156
- 2013 YJ156
- 2013 YK156
- 2013 YL156
- 2013 YM156
- 2013 YN156
- 2013 YO156
- 2013 YR156
- 2013 YS156
- 2013 YT156
- 2013 YU156
- 2013 YV156
- 2013 YW156
- 2013 YX156
- 2013 YY156
- 2013 YZ156
- 2013 YA157
- 2013 YB157
- 2013 YC157
- 2013 YE157
- 2013 YF157
- 2013 YG157
- 2013 YH157
- 2013 YJ157
- 2013 YK157
- 2013 YL157
- 2013 YM157
- 2013 YO157
- 2013 YQ157
- 2013 YR157
- 2013 YS157
- 2013 YT157
- 2013 YU157
- 2013 YV157
- 2013 YW157
- 2013 YX157
- 2013 YZ157
- 2013 YA158
- 2013 YB158
- 2013 YD158
- 2013 YE158
- 2013 YF158
- 2013 YG158
- 2013 YH158
- 2013 YJ158
- 2013 YK158
- 2013 YL158
- 2013 YM158
- 2013 YP158
- 2013 YQ158
- 2013 YV158
- 2013 YY158
- 2013 YZ158
- 2013 YF159
- 2013 YH159
- 2013 YK159
- 2013 YL159
- 2013 YN159
- 2013 YO159
- 2013 YQ159
- 2013 YR159
- 2013 YS159
- 2013 YT159
- 2013 YW159
- 2013 YX159
- 2013 YY159
- 2013 YA160
- 2013 YB160
- 2013 YC160
- 2013 YD160
- 2013 YE160
- 2013 YF160
- 2013 YH160
- 2013 YJ160
- 2013 YL160
- 2013 YN160
- 2013 YO160
- 2013 YR160
- 2013 YT160
- 2013 YU160
- 2013 YV160
- 2013 YZ160
- 2013 YE161
- 2013 YL161
- 2013 YP161
- 2013 YR161
- 2013 YS161
- 2013 YT161
- 2013 YA162
- 2013 YM162
- 2013 YN162
- 2013 YR162
- 2013 YX162
- 2013 YY162
- 2013 YZ162
- 2013 YE163
- 2013 YK163
- 2013 YO163
- 2013 YR163
- 2013 YS163
- 2013 YT163
- 2013 YU163
- 2013 YV163
- 2013 YG164
- 2013 YH164
- 2013 YK164
- 2013 YL164
- 2013 YO164
- 2013 YQ164
- 2013 YU164
- 2013 YV164
- 2013 YW164
- 2013 YX164
- 2013 YY164
- 2013 YZ164
- 2013 YB165
- 2013 YC165
- 2013 YF165
- 2013 YG165
- 2013 YJ165
- 2013 YL165
- 2013 YM165
- 2013 YP165
- 2013 YQ165
- 2013 YR165
- 2013 YS165
- 2013 YW165
- 2013 YX165
- 2013 YZ165
- 2013 YG166
- 2013 YH166
- 2013 YK166
- 2013 YL166
- 2013 YN166
- 2013 YO166
- 2013 YP166
- 2013 YQ166
- 2013 YR166
- 2013 YT166
- 2013 YV166
- 2013 YW166
- 2013 YY166
- 2013 YA167
- 2013 YE167
- 2013 YG167
- 2013 YJ167
- 2013 YK167
- 2013 YQ167
- 2013 YR167
- 2013 YS167
- 2013 YT167
- 2013 YU167
- 2013 YW167
- 2013 YC168
- 2013 YD168
- 2013 YF168
- 2013 YG168
- 2013 YH168
- 2013 YK168
- 2013 YN168
- 2013 YR168
- 2013 YS168
- 2013 YT168
- 2013 YU168
- 2013 YW168
- 2013 YX168
- 2013 YY168
- 2013 YZ168
- 2013 YA169
- 2013 YB169
- 2013 YC169
- 2013 YD169
- 2013 YE169
- 2013 YF169
- 2013 YH169
- 2013 YK169
- 2013 YL169
- 2013 YN169
- 2013 YO169
- 2013 YQ169
- 2013 YR169
- 2013 YS169
- 2013 YT169
- 2013 YU169
- 2013 YV169
- 2013 YW169
- 2013 YZ169
- 2013 YB170
- 2013 YF170
- 2013 YH170
- 2013 YJ170
- 2013 YK170
- 2013 YM170
- 2013 YN170
- 2013 YP170
- 2013 YQ170
- 2013 YR170
- 2013 YS170
- 2013 YT170
- 2013 YU170
- 2013 YV170
- 2013 YW170
- 2013 YX170
- 2013 YY170
- 2013 YA171
- 2013 YB171
- 2013 YC171
- 2013 YD171
- 2013 YF171
- 2013 YG171
- 2013 YH171
- 2013 YJ171
- 2013 YK171
- 2013 YL171
- 2013 YM171
- 2013 YN171
- 2013 YO171
- 2013 YS171
- 2013 YW171
- 2013 YX171
- 2013 YY171
- 2013 YZ171
- 2013 YA172
- 2013 YB172
- 2013 YC172
- 2013 YD172
- 2013 YE172
- 2013 YF172
- 2013 YG172
- 2013 YJ172
- 2013 YK172
- 2013 YL172
- 2013 YN172
- 2013 YO172
- 2013 YP172
- 2013 YQ172
- 2013 YR172
- 2013 YT172
- 2013 YU172
- 2013 YV172
- 2013 YW172
- 2013 YX172
- 2013 YY172
- 2013 YB173
- 2013 YC173
- 2013 YD173
- 2013 YE173
- 2013 YF173
- 2013 YG173
- 2013 YH173
- 2013 YJ173
- 2013 YK173
- 2013 YL173
- 2013 YM173
- 2013 YN173
- 2013 YO173
- 2013 YP173
- 2013 YQ173
- 2013 YR173
- 2013 YS173
- 2013 YT173
- 2013 YV173
- 2013 YX173
- 2013 YY173
- 2013 YZ173
- 2013 YB174
- 2013 YF174
- 2013 YG174
- 2013 YH174
- 2013 YK174
- 2013 YL174
- 2013 YM174
- 2013 YN174
- 2013 YO174
- 2013 YQ174
- 2013 YR174
- 2013 YS174
- 2013 YT174
- 2013 YU174
- 2013 YV174
- 2013 YW174
- 2013 YX174
- 2013 YY174
- 2013 YZ174
- 2013 YA175
- 2013 YB175
- 2013 YC175
- 2013 YD175
- 2013 YE175
- 2013 YF175
- 2013 YG175
- 2013 YH175
- 2013 YK175
- 2013 YL175
- 2013 YM175
- 2013 YO175
- 2013 YP175
- 2013 YQ175